# Stromnetz
Der Begriff Stromnetz bezeichnet ein Netzwerk zur Übertragung (Übertragungsnetz) und Verteilung (Verteilnetz) elektrischer Energie. Es besteht aus elektrischen Leitungen wie Freileitungen und Erdkabeln sowie den dazugehörigen Einrichtungen wie Schalt- und Umspannwerken.
Große, räumlich benachbarte und elektrisch verbundene Stromnetze werden als Verbundnetz bezeichnet, kleine, räumlich getrennte Stromnetze als Inselnetze. Elektrische Netze in Fahr- und Flugzeugen heißen Bordnetze. Eine historische Bezeichnung für das Stromnetz ist Lichtnetz, weil elektrische Energie anfänglich fast nur zur Beleuchtung mit Glühlampen diente.

Grobe Struktur eines Stromnetzes

## Aufgaben
Stromnetze dienen der Versorgung der Verbraucher mit elektrischer Energie und verbinden die Kraftwerke und andere Energie-Umwandler zum Beispiel Windenergie- und Photovoltaikanlagen. Dies geschieht auf unterschiedlichen Spannungsebenen, um die Netzverluste (Übertragungsverlust) zu verringern. Durch Anheben der Spannung sinkt der erforderliche Leiterquerschnitt der Stromleitungen und der Aufwand für die Leistungsschalteinrichtungen, andererseits steigt der Aufwand und die Kosten für die Isolierung und Trennung, das heißt der Schutz vor Überschlag und Kriechströmen. Das Stromversorgungsnetz wird mit Dreiphasenwechselstrom betrieben und umfasst üblicherweise vier Spannungsebenen, um einerseits weite Entfernungen zu überwinden und andererseits anwenderfreundliche Spannungen anzubieten. Die Netzfrequenz beträgt in Europa 50 Hertz (Hz), in Nordamerika 60 Hz. Hierdurch werden Umspann-Transformatoren möglich, gleichzeitig sind diese Frequenzen gut in rotierenden elektrischen Maschinen zu erzeugen und zu nutzen. Hierfür dient auch das dreiphasige Drehstromnetz, welches für einen Teil der Endverbraucher und einen Großteil der Elektrogeräte in Einphasenwechselstrom („Haushaltsstrom“) aufgeteilt werden kann.
Das Bahnstromnetz verschiedener Länder wird mit Einphasenwechselstrom bei einer Frequenz von 16,7 Hz betrieben. Der Grund ist, dass Elektroantriebe für Lokomotiven Reihenschlussmotoren waren und oft auch noch sind. Die Funkenbildung an deren Kommutator kann nur dadurch begrenzt werden, dass der Betrieb bei niedriger Frequenz erfolgt.
Freileitungsnetze zur Verteilung von Elektroenergie werden auch zur Nachrichtenübertragung eingesetzt, früher mittels Trägerfrequenzverfahren auf den Leiterseilen, über die Erdseile oder über mitverlegte Nachrichtenkabel (meist Glasfaserkabel). Die Nachrichtenübertragung wird von den Energieversorgern selbst verwendet oder auch anderen Nutzern angeboten.

## Technik

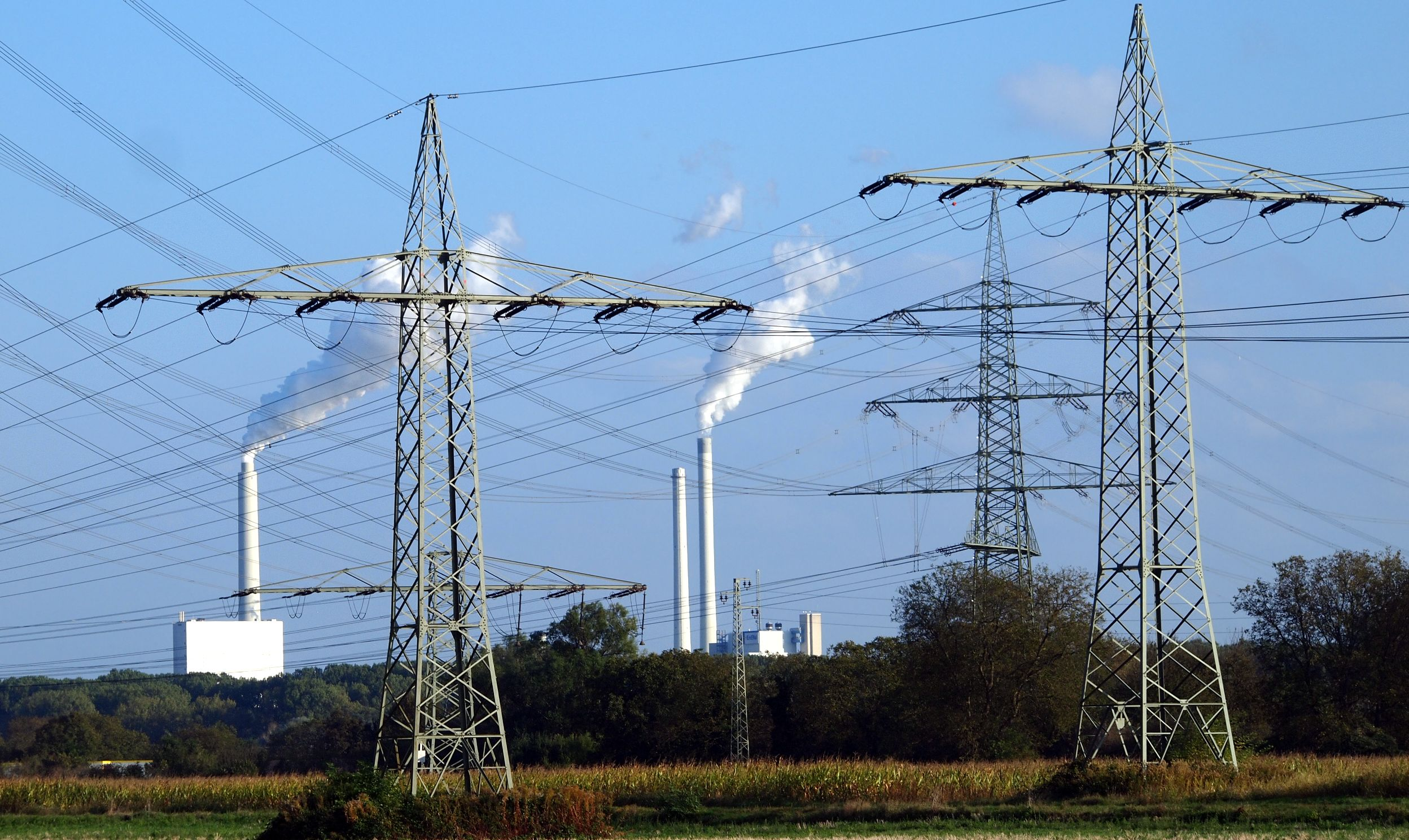
Kraftwerk und Leitungen

### Spannungsebenen
Stromnetze werden nach der Betriebsspannung eingeteilt, bei der sie elektrische Energie übertragen. Hinsichtlich der Netznutzungsentgelte existiert in einigen Ländern eine Einteilung nach der Netzebene, aus der Strom entnommen wird.
- Höchstspannung: In Westeuropa in der Regel 220 kV oder 380 kV.[2] In Kanada und in den USA werden 735 kV und 765 kV verwendet. In Russland existiert ein ausgedehntes 750-kV-Netz, von dem einzelne Leitungen auch nach Polen, Ungarn, Rumänien und Bulgarien führen. Eine 1150-kV-Leitung führt vom Kraftwerk Ekibastus (Kasachstan) zur Stadt Elektrostal (Russland). Sie wird heute jedoch nur noch mit 500 kV betrieben.[3]
- Hochspannung: 60 kV bis 150 kV. In Deutschland und Österreich wird fast durchgängig 110 kV verwendet.[2] Daneben existieren noch in Schleswig-Holstein, bei Winsen (Aller), in der Nähe von Landesbergen, bei Philippsthal und im alten Netz der Städtischen Werke Kassel[4] Leitungen mit 60 kV Betriebsspannung. Im Saarland wird ein Netz an 65-kV-Leitungen betrieben.[5] In der Schweiz existiert kein einheitlicher Wert im Hochspannungsnetz.
- Mittelspannung: 10 kV[6] bis 35 kV. Für Netze mit hohem Freileitungsanteil, ausgedehnten ländlichen Regionen und bei neuen Installationen sind 20 kV bis 25 kV üblich.[2] In städtischen Regionen, wo teilweise noch ältere Erdkabel in Papier-Blei-Ausführung mit Aluminium oder als Massekabel ausgeführt sind, wird eine niedrigere Mittelspannung mit 10 kV eingesetzt.[7]
- Niederspannung: 230 V/400 V.[2] In der Industrie sind auch andere Niederspannungen üblich, zum Beispiel 500 V oder 690 V.

Die Höchst-, Hoch- und Niederspannungen sind für Westeuropa weitgehend standardisiert. Bei der Mittelspannung kann eine nachträgliche Anpassung an Standardspannungen zu aufwändig sein, da man sehr viele alte Erdkabel uneinheitlicher Maximalbetriebsspannung austauschen müsste. Der Großteil der Investitionskosten fällt in der Mittel- und Niederspannungsebene an, in der etwa 70 % der gesamten Stromnetzkosten gebunden sind. Auf die Hochspannungsebene (110 kV) entfallen etwa 20 %, auf die Höchstspannungsebene (220/380 kV) 10 %.

### Funktion der einzelnen Netze

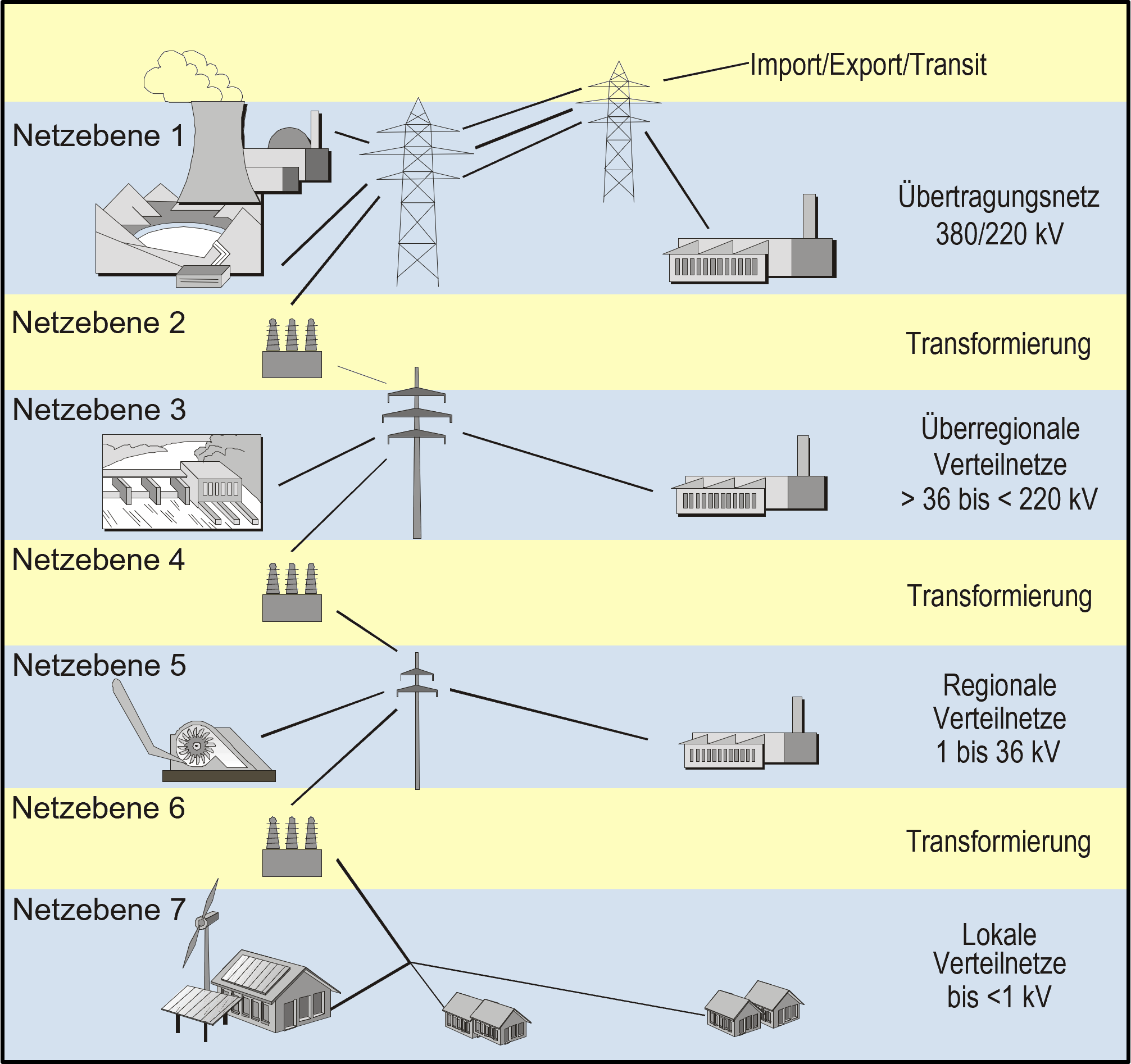
Funktion der einzelnen Netzebenen

- Das Übertragungsnetz bedient sich der Drehstrom-Hochspannungs-Übertragung (DHÜ, engl. HVAC). Es verteilt die von Kraftwerken erzeugte und ins Netz eingespeiste Energie landesweit an Leistungstransformatoren, die nahe an den Verbrauchsschwerpunkten liegen. Auch ist es über sogenannte Kuppelleitungen an das internationale Verbundnetz angeschlossen.
- Das in Europa üblicherweise mit 110 kV betriebene Verteilnetz sorgt für die Grobverteilung elektrischer Energie. Leitungen führen hier in verschiedene Regionen, Ballungszentren zu deren Umspannwerken oder große Industriebetriebe. Abgedeckt wird ein Leistungsbedarf von 10 bis 100 MW.
- Das Mittelspannungsnetz verteilt die elektrische Energie an die regional verteilten Transformatorenstationen oder größere Einrichtungen wie zum Beispiel Krankenhäuser oder Fabriken. Stadtwerke, die ebenfalls kleinere Kraftwerke oft auch mit Kraft-Wärme-Kopplung betreiben, speisen ihren Strom in das Mittelspannungsnetz.
- Die Niederspannungsnetze sind für die Feinverteilung zuständig. Die Niederspannung wird in Europa auf die üblichen 230 V/400 V transformiert und damit werden private Haushalte, kleinere Industriebetriebe, Gewerbe und Verwaltungen versorgt. Diese Leitungen werden auch als die letzte Meile bezeichnet. Kleine – etwa private – Photovoltaikanlagen speisen Überschussleistung auf dieser Niederspannungsebene ein.

### Spannungsregelung
Die Verteiltransformatoren im Mittelspannungsnetz haben im Allgemeinen ein festes Übersetzungsverhältnis. Um trotz der im Laufe eines Tages auftretenden großen Lastschwankungen die Netzspannung beim Verbraucher in etwa konstant halten zu können, kann das Übersetzungsverhältnis der Leistungstransformatoren zwischen Hoch- und Mittelspannungsnetz (z. B. 110 kV/20 kV) in Grenzen variiert werden. Dazu werden von der Primärwicklung mehrere Anzapfungen nach außen geführt. Ein extra dafür gebauter Schalter, ein sogenannter Stufenschalter, erlaubt das Umschalten zwischen den Anzapfungen, ohne den Transformator dazu abschalten zu müssen. Dieser Vorgang wird Spannungsregelung genannt. Für die einwandfreie Funktion vieler Geräte muss die Netzspannung innerhalb enger Grenzen gehalten werden. Zu hohe oder zu niedrige Spannungen können durch Störungen verursacht werden.

### Gleichstromtrassen
Daneben gibt es auch Leitungen mit hochgespanntem Gleichstrom für Übertragung über weite Strecken, insbesondere Seekabel in Form der Hochspannungs-Gleichstrom-Übertragung (HGÜ).

### Verbindung der Stromnetze untereinander
Die Verbindung von Stromnetzen mit unterschiedlichen Spannungsebenen erfolgt über Transformatoren, die in Umspannwerken installiert sind. Der Stromfluss durch die Netze und zu Netzen mit gleicher Spannungsebene erfolgt über Schaltanlagen. Stromnetze mit unterschiedlicher Frequenz oder Phasenzahl oder Stromnetze, die nicht miteinander synchronisiert sind, können über HGÜ-Anlagen oder Motor-/Generator-Kombinationen miteinander gekoppelt werden.

### Verbundnetz
In einem Verbundnetz werden mehrere Kraftwerke und Abnehmerzentren zusammengefasst, da so der lokale Unterschied zwischen Angebot und Nachfrage von Momentanleistung innerhalb des Netzes besser ausgeglichen werden kann. Verbundnetze stellen somit den Gegenpol zu Inselnetzen dar.
Durch ein Verbundnetz ergeben sich folgende Vorteile:
- das Energiesystem wird stabiler, da so Über- und Unterkapazitäten abgefangen werden bzw. sich ausgleichen können,
- durch Leistungsaustausch können Lastschwankungen kurzfristig besser ausgeregelt werden als nur durch Regelung der Kraftwerke, und
- die Betriebszuverlässigkeit des Netzes wird gesteigert.

Innerhalb eines Verbundsystems müssen alle Erzeuger synchron arbeiten. Dreiphasenwechselstrom führt zu höheren Übertragungsverlusten in den Kabeln, so dass er zum Beispiel bei Seekabeln von über 30 km Länge nicht verwendet wird. In Mittel- und Westeuropa wird auf dem Gebiet der Union for the Co-ordination of Transmission of Electricity (UCTE) ein europäisches Verbundsystem betrieben; die organisatorischen Belange wurden im Jahr 2009 durch die ENTSO-E übernommen.

### Einspeisenetz
Ein Einspeisenetz ist ein speziell für die Aufnahme und Weiterleitung von Strom aus erneuerbaren Energien ausgelegtes Stromnetz, welches mit dem Versorgungsnetz, häufig auch mit dem Übertragungsnetz verbunden ist und nicht durch den Netzbetreiber, sondern durch den Betreiber der Energieanlagen errichtet und betrieben wird. In der deutschen Regelzone 50hertz sind zwei Umspannwerke als Pilotprojekte ausgewiesen. Im Umspannwerk Altentreptow-Nord und Wessin wird nur Windenergie in das Übertragungsnetz eingespeist. Im Unterschied zum öffentlichen Versorgungsnetz sind Einspeisenetze weniger redundant und für geringere Volllaststunden ausgelegt und somit schnell und kostengünstig zu errichten. Einspeisenetze dienen insbesondere der Verbesserung der Systemintegration der erneuerbaren Energien im Strombereich. Ein Beispiel ist das Einspeisenetz von Enertrag in der Uckermark.

### Verteilung

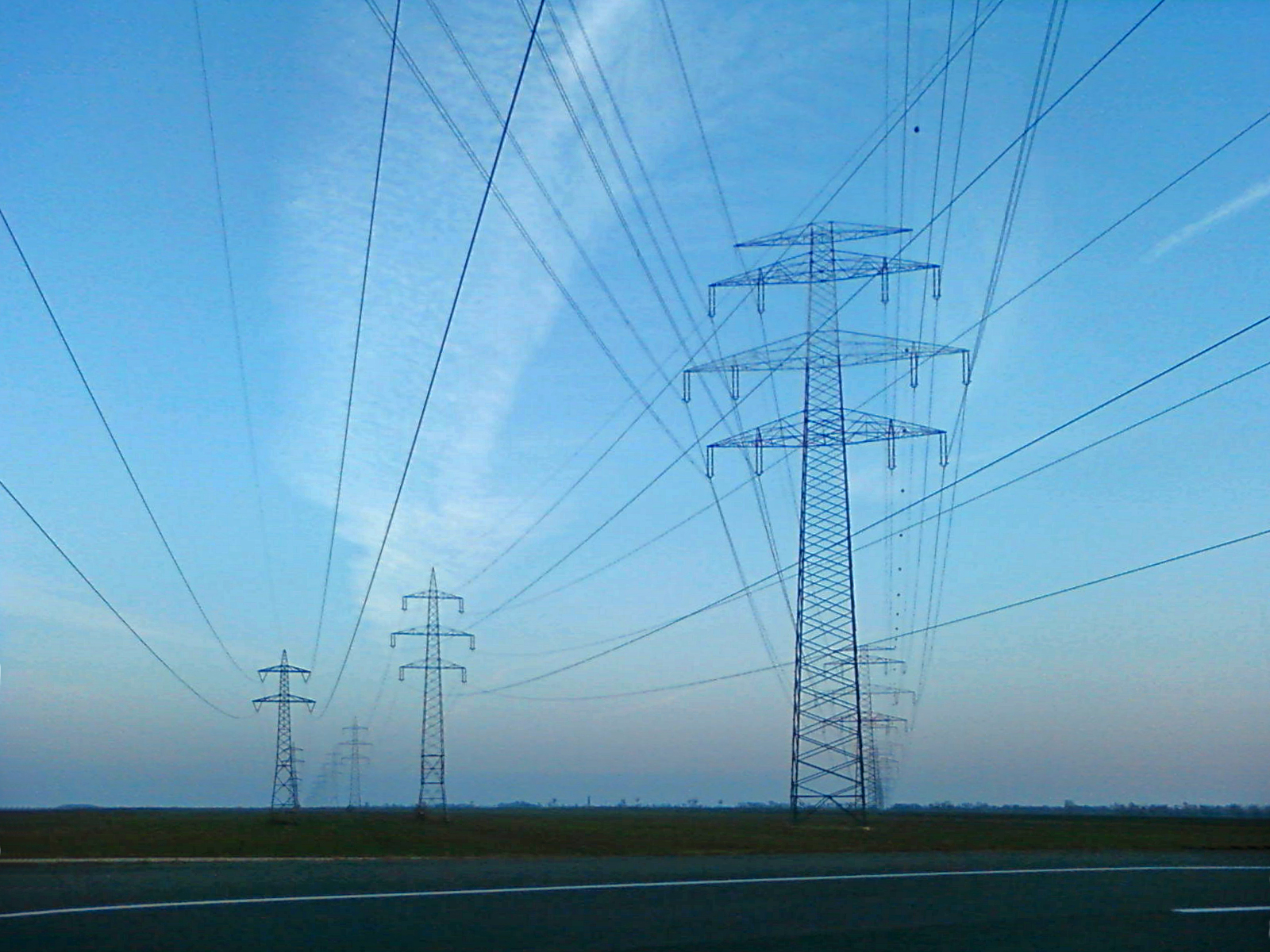
110-kV-, 220-kV- und 380-kV-Leitungen in Himberg, Österreich

Die elektrische Energie kann in diesen Mengen nur drahtgebunden über Hochspannungsleitungen – Freileitungen und Erdkabel – übertragen werden. Beide Systeme haben Vor- und Nachteile.
Für den Einsatz von Freileitungen sprechen die geringeren Kosten sowie leichtere Lokalisierbarkeit und Behebbarkeit von Fehlern. Freileitungen sind Umwelteinflüssen (z. B. Stürmen) ausgesetzt, können das Landschaftsbild beeinträchtigen und können in seltenen Fällen Menschen, Tiere und Sachgüter gefährden.
Es gibt verschiedene Typen von Freileitungsmasten. Zu speziellen Problemen im Leitungsbau bei der Überquerung von Hindernissen siehe Freileitungskreuzungen.
Erdkabel haben einen geringeren Platzbedarf, sind vor Umwelteinflüssen besser geschützt und bei der Bevölkerung akzeptierter. Ihr Bau ist aber deutlich teurer; der Wartungsaufwand bei Defekten ist hoch und es gibt technische Probleme, wenn unterirdische Hochspannungsleitungen gewisse Kabellängen überschreiten. Beispielsweise ist die Wärmeabfuhr bei Freileitungen durch die umgebende Luft gewährleistet, bei Erdkabeln nicht. Weitere Probleme entstehen durch die enorme Blindleistung, die wiederum durch die hohe Kapazität des Kabels bedingt ist.
Das deutsche Stromnetz ist etwa 1,8 Millionen Kilometer lang (Stand 2014). Die Netzkilometer verteilen sich wie folgt auf die verschiedenen Netzspannungen:
- 1.156.800 km Niederspannungsebene
- 0.509.900 km Mittelspannung
- 0.096.300 km Hochspannungsebene
- 0.035.000 km Höchstspannungsnetze

Im Jahr 2003 waren etwa 71 % unterirdisch verlegt. Ein Vergleich zu dem Wert für 1993 – etwa 64 % – zeigt die Tendenz, infolge des Leitungsausbaus im Bereich der Niederspannungsnetze und teilweise Mittelspannung, die unterirdische Stromverteilung auszubauen. Im Hoch- und insbesondere Höchstspannungsbereich spielen die unterirdisch verlegten Erdkabelsysteme bezüglich Längenanteil kaum eine Rolle.
Das Stromnetz muss fortlaufend an den Ausbau erneuerbarer Energien und die sich dadurch ändernde regionale Verteilung von Energieanlagen angepasst werden. In Zusammenhang mit Verzögerungen im Netzausbau führt das zu Netzbelastungen, zu deren Behebung die Netzbetreiber stabilisierend eingreifen müssen. Das betrifft das Übertragungsnetz und in geringerem Maß auch das Verteilnetz. Die dazu notwendigen Redispatch- und Einspeisemanagement-Maßnahmen kosteten im Jahr 2017 etwa 1,4 Milliarden Euro (2016 rund 880 Millionen Euro, 2015 rund 1,1 Milliarden Euro). Diese Kosten sind Teil der Netzentgelte.

### Netztopologien
Stromnetze können in ihrer Struktur verschiedenartig aufgebaut sein. Die Topologie richtet sich nach verschiedenen Kriterien wie der Spannungsebene, räumlichen Randbedingungen, Installations- und Betriebskosten oder der Versorgungssicherheit. Ein einem konkreten Netz können die verschiedenen Topologien auch gemischt in verschiedenen Regionen vorkommen. Die wichtigsten Netzformen sind:

#### Strahlennetz
Das Netz wird von einer zentralen Speisestelle aus versorgt, die einzelnen Leitungen, als Stichleitung bezeichnet, laufen strahlenförmig zu den einzelnen Verbrauchsstellen. In dieser Topologie sind oft Niederspannungsnetze gestaltet. Der Vorteil besteht in geringem Planungsaufwand, einfacher Fehlersuche und geringen Anforderungen an den Netzschutz. Nachteilig ist eine geringe Versorgungssicherheit, da bei Ausfall einer Stichleitung alle daran angeschlossenen Verbraucher einen Stromausfall erleiden.

#### Ringnetz
Ringnetze werden von einer oder mehreren Stellen aus gespeist, die Versorgung der einzelnen Verbraucher erfolgt in Form einer Ringleitung: Ein Verbraucher kann also von zwei Seiten über den Ring versorgt werden. Bei einem technischen Defekt kann der Ring um die Fehlerstelle herum geöffnet werden, womit die Verbraucher abseits der Fehlerstelle weiter versorgt werden können. Der Vorteil ist eine erhöhte Versorgungssicherheit, der Nachteil die höhere Qualifikation des Wartungspersonals, da das Freischalten eines Netzabschnittes im Ring das Betätigen mehrerer Schaltstellen bedingt. Eine Sonderform, mit erhöhter Ausfallsicherheit, stellt ein doppeltes Ringnetz dar, bei dem zwei Ringnetze räumlich parallel ausgeführt werden: Jeder Verbraucher kann dann wahlweise von einem der beiden Ringnetze versorgt werden. Anwendung finden Ringnetze bei größeren Niederspannungsnetzen, insbesondere in städtischen Bereichen, in Mittelspannungsnetzen und auf der 110-kV-Verteilnetzebene, wo üblicherweise doppelte Ringleitungen mehrere untergeordnete Umspannwerke versorgen.

#### Maschennetz
Maschennetze stellen verallgemeinerte Ringnetze dar, werden üblicherweise an mehreren Punkten gespeist und die Verbraucher verteilen sich in einem Netz, welches über mehrere Knoten und Zweige verfügt. Die Speisung einzelner Verbrauchspunkte erfolgt üblicherweise über zwei oder mehr Leitungen, die konkrete Form richtet sich primär nach den Leistungsanforderungen und räumlichen Bedingungen. Ein Maschennetz bietet bei entsprechender Auslegung die höchste Versorgungssicherheit, erfordert aber einen deutlichen komplexeren Netzschutz. Auch müssen Methoden zur Steuerung der einzelnen Leistungsflüsse auf einzelnen Zweigen, den Verbindungsleitungen innerhalb des Netzwerkes, bestehen, da jede Leitung nur eine beschränkte Transportleistung aufweist. Anwendung finden Maschennetze unter anderem in den Übertragungsnetzen mit Hoch- und Höchstspannung, wie der 380-kV-Ebene. Verbundnetze sind im Regelfall eine räumliche Kombination mehrerer Maschennetze.

## Netzzustände
Im Rahmen des Netzbetriebs wird zwischen verschiedenen Netzzuständen unterschieden, welche Auskunft darüber geben, ob das Versorgungsnetz seiner Aufgabe zur elektrischen Energieverteilung nachkommen kann. In den Regeln zum Netzbetrieb von Übertragungsnetzen wird zwischen vier verschiedenen Netzzuständen unterschieden, welche im Falle von Störungen von oben nach unten durchlaufen werden:
1. Der sichere Netzzustand ist der erwünschte Normalfall und dadurch gekennzeichnet, dass die zulässigen elektrischen Grenzwerte eingehalten werden, die (n − 1)-Regel im gesamten Netz erfüllt ist, ausreichend Regelleistung zur Verfügung steht, um Lastschwankungen ausgleichen zu können, und alle Verbraucher versorgt werden können.
2. Der gefährdete Netzzustand bedeutet, dass zwar alle Verbraucher versorgt werden können, aber weitere Kriterien wie Einhaltung des N-1-Kriteriums oder die Verfügbarkeit von ausreichend Regelleistung nicht sichergestellt ist.
3. Der gestörte Netzzustand ist zusätzlich dadurch gekennzeichnet, dass nicht mehr alle Verbraucher versorgt werden können. Es kommt zu regionalen Stromausfällen.
4. Der kritische Netzzustand ist dadurch gekennzeichnet, dass ein hohes Eintrittsrisiko für weitreichende Stromausfälle besteht und unmittelbare Handlungen wie beispielsweise das Trennen des Verbundnetzes in einzelne Teilnetze nötig sind.

## Netzbetreiber

### Übertragungsnetzbetreiber (ÜNB)
Im Bereich der Höchstspannungsnetze sind die Netze der einzelnen Übertragungsnetzbetreiber über Hochspannungsleitungen zum nationalen Verbundnetz zusammengeschlossen.

#### Deutschland

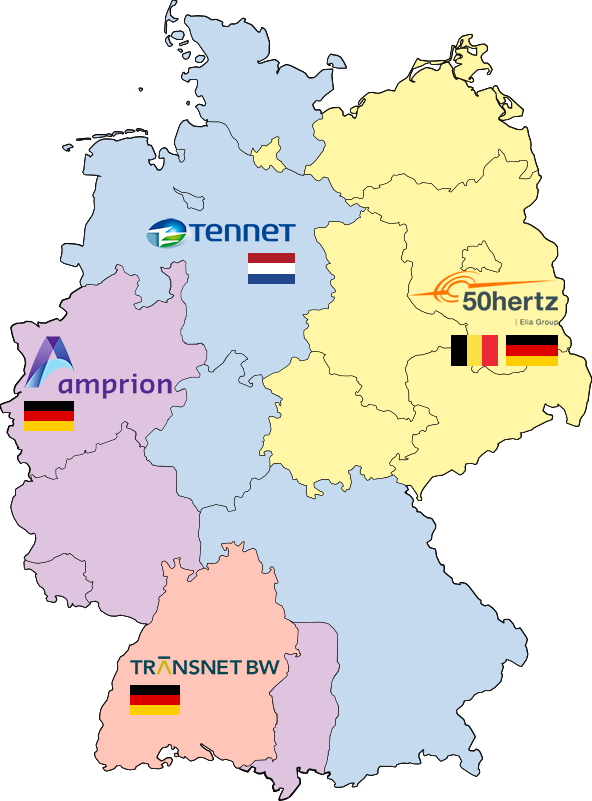
Deutsche Übertragungsnetze von 50Hertz, Amprion, Tennet und TransnetBW

In Deutschland sind vier Netzbetreiber (TSO, Transmission System Operator) tätig; sie haben sich zum deutschen Netzregelverbund zusammengeschlossen: Amprion, TransnetBW, Tennet TSO und 50Hertz Transmission.

#### Schweiz
Das Schweizer Stromnetz ist von großer Bedeutung für den westeuropäischen Stromhandel; es dient traditionell als Drehscheibe für den Ausgleich von Spitzenbedarf und Spitzenproduktion der großen kontinentaleuropäischen Länder. Das Netz im engeren Sinne wurde 2009 aus den einzelnen Energieversorgungsunternehmen (EVU) in sogenannte Grid-Gesellschaften ausgegliedert und wurde in den landesweiten Transportnetzbetreiber (TSO) Swissgrid überführt.

#### Österreich
In Österreich wird das nationale Übertragungsnetz von der Austrian Power Grid (APG) betrieben.

#### Europäische Zusammenarbeit
Am 16. April 1958 wurden mit dem „Stern von Laufenburg“ beim schweizerischen Laufenburg am Rhein unter der Kontrolle von Elektrizitätsgesellschaft Laufenburg erstmals die Stromnetze Deutschlands, Frankreichs und der Schweiz zusammengeschaltet.
2007 haben sich die europäischen Übertragungsnetzbetreiber, die für den Betrieb des Höchstspannungs-Verbundnetzes zuständig sind, im Verband ENTSO-E formiert; davor gab es sechs alte Verbände („ETSO“). Sie reagierten damit auf das dritte Energie-Binnenmarktpaket der Europäischen Kommission; dieses wurde 2009 verabschiedet. ENTSO-E vertritt auch die Netzbetreiber gegenüber der Kommission.

### Verteilnetzbetreiber (VNB)
Neben den Übertragungsnetzbetreibern gibt es eine Vielzahl Verteilnetze. In Deutschland gibt es etwa 900 kleinere Verteilnetzbetreiber, die Strom zu den Endverbrauchern liefern.
Die Netzbetreiber erhalten Netznutzungsentgelte für die Dienstleistung „Durchleiten von Strom vom Stromproduzenten zum Verbraucher“. Preise für diese Dienstleistung setzt in Deutschland die Bundesnetzagentur fest.

### Stromnetze der Eisenbahnen
Ein weiteres Energieversorgungsnetz in Deutschland, der Schweiz und Österreich betreiben die Bahnunternehmen. Die DB Energie betreibt das größte zusammengeschaltete 110-kV-Netz in Deutschland. Es verwendet Einphasenwechselstrom. Das Freileitungsnetz hat eine Länge von ca. 7.600 km an Bahnstromleitungen. Anders als im nationalen Verbundnetz beträgt im Bahnstromnetz die Netzfrequenz 16,7 Hz. Die Rübelandbahn verwendet 50 Hz Netzfrequenz und wird direkt aus dem öffentlichen Stromnetz versorgt.
Daneben existieren noch kleine regionale Stromnetze wie die mit Einphasenwechselstrom und mit einer Frequenz von 25 Hz betriebene Mariazellerbahn in Österreich. Diese Bahn verfügt über ein kleines eigenes 27-kV-Netz.
In den übrigen Ländern erfolgt die Energieversorgung elektrischer Bahnen aus dem öffentlichen Stromnetz. Bei Gleichstrombahnen durch Gleichrichter in den Unterwerken, bei mit Einphasenwechselstrom mit einer Frequenz von 50 Hz betriebenen Bahnen werden die Phasen des Drehstromsystems im Unterwerk getrennt und in jeweils verschiedene Streckenabschnitte einzeln gespeist.

## Offshorenetz, Anschluss an das Verbundnetz an Land

Lage der Windparks in der Deutschen Bucht

Die schnell wachsende Stromversorgung der Offshore-Windindustrie mit den drei Einspeisestationen Büttel, Dörpen und Dörpen West ist aus der Karte der Offshore-Windkraftanlagen ersichtlich.

## Geschichte
Der Stromkrieg war um 1890 ein Streit, ob die von Thomas Alva Edison favorisierte Gleichspannung oder die von George Westinghouse favorisierte Wechselspannung die geeignetere Technik für die großflächige Versorgung der Vereinigten Staaten von Amerika mit elektrischer Energie und den Aufbau von Stromnetzen sei.